# Maria Langer-Schöller
Maria Langer-Schöller (* 14. August 1878 in Dachau; † 20. April 1969 ebenda) war eine deutsche Malerin, die ihre künstlerische Laufbahn mit Ölgemälden begann, sich aber später verstärkt dem Aquarell widmete.

## Leben und künstlerisches Wirken

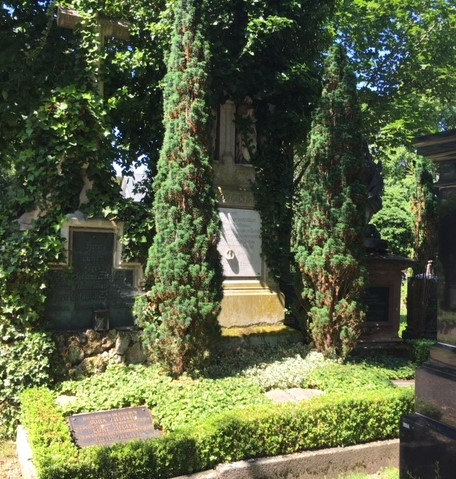
Grabstätte der Malerin auf dem „Alten Friedhof“ Dachau

Maria Schöller war das einzige Kind des Bezirkamtmanns Emil Schöller und dessen Ehefrau, der Pianistin Maria, geb. Pitzner. Bald nach ihrer Geburt übersiedelte die junge Familie nach Pfaffenhofen an der Ilm. Da das Familienoberhaupt 1889 durch ein Eisenbahnunglück ums Leben kam, kehrte die Witwe mit ihrer Tochter nach Dachau zurück.
Die alleinerziehende Mutter förderte die künstlerische Begabung der Tochter, die schon als junges Mädchen die private Malschule von Adolf Hölzel besuchen durfte. Ferner nahm Maria Schöller Unterricht bei Lovis Corinth, der seinerzeit in der Stadt an der Amper weilte. Zur Abrundung ihrer Ausbildung ging sie zu Ludwig Schmid-Reutte, der an der Akademie in Karlsruhe unterrichtete. Dort lernte Maria Schöller Otto Richard Langer (1878–1920) kennen. Die beiden heirateten 1903. Aus dieser Zeit ist die einzige bekannte frühe Arbeit Langer-Schöllers erhalten: eine Porträtzeichnung in Kohle von Langer.
Das Paar siedelte sich in Dachau an, wo es sich mit Hilfe aus der Familie der Malerin ein Haus mit zwei Ateliers bauen ließ. Die Schwester von Langer-Schöllers Mutter, die einen Brauereibesitzer in Dachau geheiratet hatte, stellte das Baugrundstück zur Verfügung.
Hier wurde 1905 das einzige Kind geboren, Tochter Ester (die in späteren Jahren wegen ihrer Behinderung in außerhäusliche Pflege gegeben werden musste). In Dachau gehörte Maria Langer-Schöller neben Ida Kerkovius, Elsa von Freytag-Loringhoven und Paula Wimmer, um nur einige zu nennen, zu den sogenannten „Malweibern“, ferner zu den Gründungsmitgliedern der „Künstlergruppe Dachau“ (gegründet 1919).
Otto Richard Langer konnte sich nie recht in Dachau einleben. Es zog ihn immer wieder nach Paris, wo er schließlich 1906 seinen festen Wohnsitz nahm, während seine Frau in ihrer Geburtsstadt blieb. Diese Situation belastete die Ehe sehr. Langer-Schöller besuchte ihren Ehemann mehrere Male in Paris, nachdem er dorthin übersiedelt war.
1909 nahm sie bei einem dieser Besuche zusammen mit Langer Unterricht in der Akademie von Henri Matisse. Ein Dokument aus dem Familienbesitz bezeugt dies: „Maria besucht ihn öfter in Paris, auch sie war beeindruckt von dieser Stadt und deren Künstlern. Sie war auch bei Matisse im Atelier.“
Die Künstlerehe zerbrach letztlich an der Entfremdung, der geografischen Entfernung sowie an der Konkurrenz untereinander. 1912 wurde das Paar geschieden. Maria Langer-Schöller war nun die Haupternährerin der Restfamilie. Unter anderem entwarf sie für den Einhorn Verlag die Einbände zu Erzählungen von Theodor Storm, die anschließend handkoloriert wurden. Ebenso lieferte sie Illustrationen zu Adalbert Stifters Erzählung Der Hochwald.
Als Grafikerin arbeitete sie für die Fliegenden Blätter und die Dachauer Ausgabe der Zeitung Merkur sowie für eine Anzahl anderer Publikationen. In Leipzig stellte sie 1914 auf der Ausstellung für Buchgrafik aus und sie illustrierte Kinderbücher für den Cassirer-Verlag in Berlin. Darüber hinaus schuf sie Werke als freie Künstlerin. Ihre bevorzugte Technik war das Aquarell. Das leichte schnelle Arbeiten kam ihrem Talent entgegen und vielleicht auch ihrer Doppelrolle als Künstlerin und alleinerziehende Mutter. Die Tochter Esther gehörte zu ihren Lieblingsmotiven, daneben finden sich Stilllebenarrangements und die Katzen, die mit im Haus lebten.
Obwohl kaum frühe Arbeiten erhalten sind, die eine unmittelbare Reaktion auf das in Paris Gesehene bezeugen könnten, deuten spätere Werke auf den Einfluss des französischen Fauvisten Matisse hin. Dies vor allem in der Bildgestaltung und in der Anordnung der Farben. Ein weiterer Hinweis auf Langer-Schöllers Besuch der Académie Matisse geht aus den Erinnerungen des mit ihr bekannten Malers Otto Fuchs hervor. Während er 1966 ein Porträt von ihr anfertigte, erzählte sie ihm von ihren Eindrücken aus der Pariser Akademiezeit. Fuchs: „Sie erwähnte öfters, daß aus den Ecken eines Bildes keine Formen oder Linien kommen dürfen, das hätte Henri Matisse immer wieder gesagt, als sie bei ihm Schülerin war, in jener goldenen Zeit vor dem Ersten Weltkrieg.“
Sie war Mitglied in verschiedenen Künstlervereinigungen, unter anderem des Deutschen Künstlerbundes, des Münchner Künstlerinnenvereins, der GEDOK und der Künstlervereinigung Dachau. 1919 war sie eine der Mitbegründerinnen der Künstlergruppe Dachau, die eine erste Ausstellung der in Dachau ansässigen Künstler organisierte. In den 1930er Jahren lebte ihre Freundschaft zu der Studienkollegin Edith von Bonin wieder auf.
Einen Großteil ihrer späteren Bilder schuf Langer-Schöller im Hause ihrer Cousine Elisabeth Olbertz in Pfaffenhofen, wo sie häufig zu Gast war. Neben ihrer Arbeit als bildende Künstlerin schrieb sie Gedichte und Geschichten, die sie in Tageszeitungen veröffentlichte, häufig ergänzt durch Scherenschnitte und Zeichnungen.
Ihre letzten Lebensjahre verbrachte Maria Langer-Schöller im Caritas-Altenheim in Dachau. Sie starb im Alter von 91 Jahren. Ihre letzte Ruhestätte fand sie auf dem Alten Friedhof von Dachau, im Grab der angesehenen Familie Ziegler, mit der die Verstorbene verwandt war. In der Geburts- und Heimatstadt der Künstlerin erinnert der Langer-Schöller-Weg an sie. Ein Teil ihrer Werke sind in der „Gemäldegalerie Dachau“ zu sehen.
Unter den Dachauer Künstlern steht Maria Langer-Schöller von ihrer Bedeutung her mit an erster Stelle. Ihre Bilder werden inzwischen hoch gehandelt. Über ihr künstlerisches Wirken ist nachzulesen: „Sie bevorzugte die hellen, leuchtenden Wasserfarben, namentlich auch um ihrer Transparenz willen, nur in ihren ersten Anfängen hatte sie sich mit Ölmalerei befaßt. Manchmal scheinen ihre Arbeiten überhaupt nur ein Spiel mit der Farbe zu sein … Und ihre Motive? Ein wenig Landschaft, etwas Porträt, hingegen viel Blumen und Stilleben, diese ganz eigener Art … Alles, was sie malt, ist hell, farbig, freudig, leicht, problemlos, oft spielerisch, aber mit kultiviertem Geschmack abgerundet. Von Zeitstilen blieb sie völlig unberührt, weder Expressionismus, noch Neue Sachlichkeit haben sie irgendwie verändert oder aus der Bahn gebracht“.

## Werke (Auswahl)
- Dachau
- Blumenstrauß
- Dachauer Kinder in Tracht
- Frau mit Kind
- Vase und Katze
- Dachau nach dem Frühlingsregen
- Blütenzweige mit Spielzeugpferd
- Rast nach Ernte